# Ghiacciaio Dorchuck
Il ghiacciaio Dorchuck (in inglese Dorchuck Glacier) è uno stretto ghiacciaio lungo circa 17 km situato sulla costa di Walgreen, nella parte orientale della Terra di Marie Byrd, in Antartide. Il ghiacciaio, il cui punto più alto si trova a circa 450 m s.l.m., fluisce in direzione nord-est a partire dalla cime Jenkins e scorrendo tra la cresta Klinger e la cresta Ellis, fino ad andare ad alimentare la piattaforma glaciale Dotson.

## Storia
Il ghiacciaio Dorchuck è stato mappato dallo United States Geological Survey grazie a ricognizioni terrestri dello stesso USGS e a fotografie aeree scattate dalla marina militare statunitense (USN) nel periodo 1959-1966; esso è stato poi così battezzato dal Comitato consultivo dei nomi antartici in onore di Robert E. Dorchuck, della USN, membro della Naval Nuclear Power Unit di base alla stazione McMurdo durante le operazioni Deep Freeze nel 1965 e nel 1969.